# Великий Яворець та Обнога
Вели́кий Яворе́ць та Обно́га — ботанічна пам'ятка природи загальнодержавного значення в Україні. Розташована в межах Міжгірського району Закарпатської області, на північний схід від села Лопушне. 
Площа 35 га. Статус надано згідно з рішенням облвиконкому від 25.07.1972 року № 243, розп. РМ УРСР від 14.10.1975 року № 780–р, ріш ОВК від 23.10.1984 року № 253. Перебуває у віданні ДП «Міжгірське ЛГ» (Верхньобистрянське лісництво, кв. 26). 
Охороняється насадженнями бука з домішкою ялиці білої та ялини європейської на висоті 600–1000 м, на схилах Ґорґанів. Трапляється поодиноко тис ягідний, занесений до Червоної книги України.
Пам'ятка природи має наукове та природоохоронне значення. 